# Ryżki (gromada)
Ryżki (od 1 I 1962 Łuków) – dawna gromada, czyli najmniejsza jednostka podziału terytorialnego Polskiej Rzeczypospolitej Ludowej w latach 1954–1972.
Gromady, z gromadzkimi radami narodowymi (GRN) jako organami władzy najniższego stopnia na wsi, funkcjonowały od reformy reorganizującej administrację wiejską przeprowadzonej jesienią 1954 do momentu ich zniesienia z dniem 1 stycznia 1973, tym samym wypierając organizację gminną w latach 1954–1972.
Gromadę Ryżki z siedzibą GRN w Ryżkach utworzono – jako jedną z 8759 gromad na obszarze Polski – w powiecie łukowskim w woj. lubelskim na mocy uchwały nr 13 WRN w Lublinie z dnia 5 października 1954. W skład jednostki weszły obszary dotychczasowych gromad Ryżki, Czerśl, Świdry i Sieńciaszka II ze zniesionej gminy Łuków w tymże powiecie. Dla gromady ustalono 18 członków gromadzkiej rady narodowej.
1 stycznia 1958 do gromady Ryżki włączono wieś Szczygły Górne z gromady Sarnów w tymże powiecie.
1 stycznia 1960 do gromady Ryżki włączono wsie Kierzkówka i Szczygły Dolne oraz kolonię Kierzków ze zniesionej gromady Sarnów w tymże powiecie.
1 stycznia 1962 gromadę Ryżki zniesiono przez przeniesienie siedziby GRN z Ryżek do miasta Łukowa i zmianę nazwy jednostki na gromada Łuków.